# Lathyrus angulatus
La pluma de ángel (Lathyrus angulatus) es una planta de la familia de las fabáceas. Es originaria de la región del Mediterráneo.

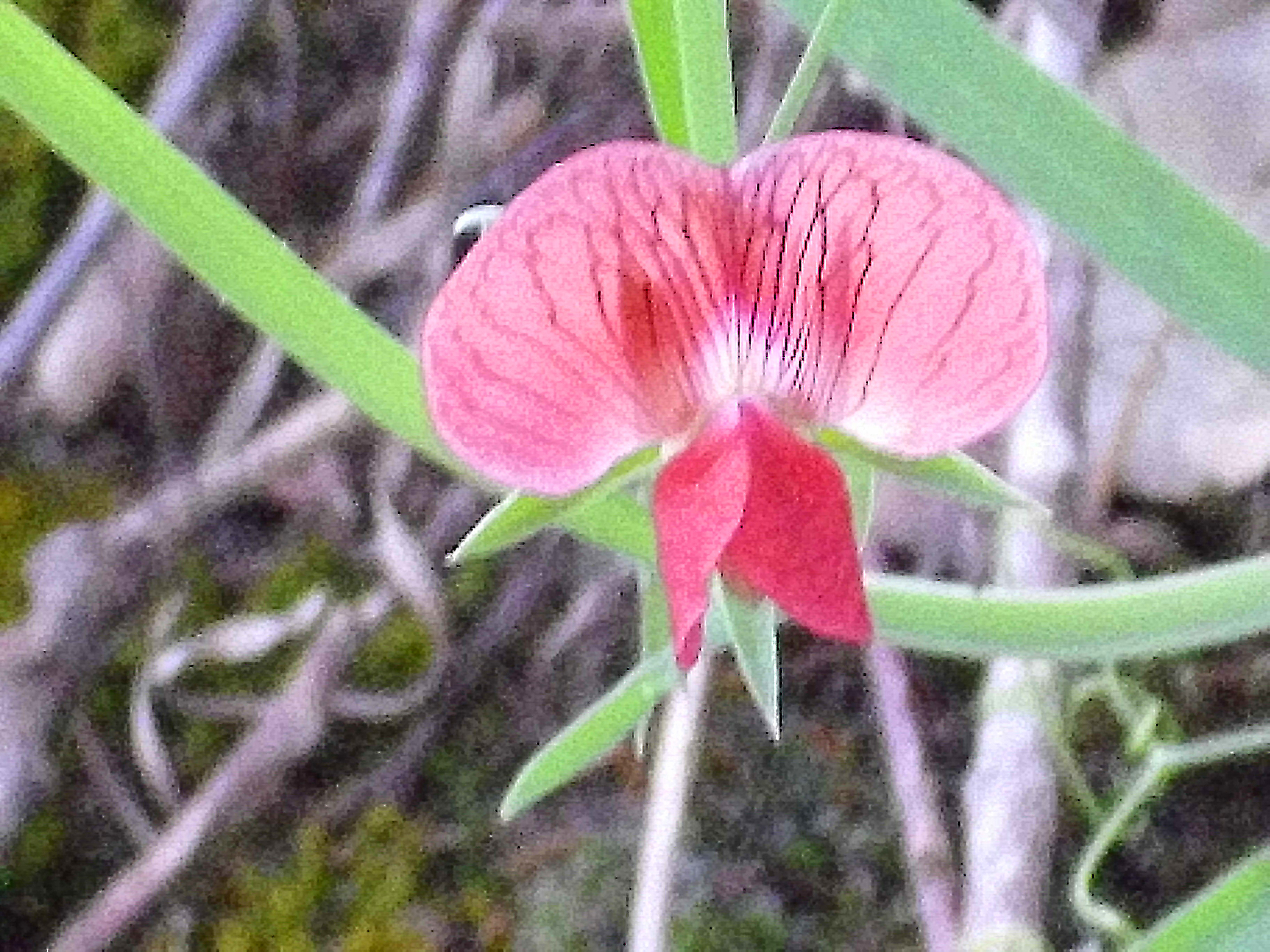
Flor

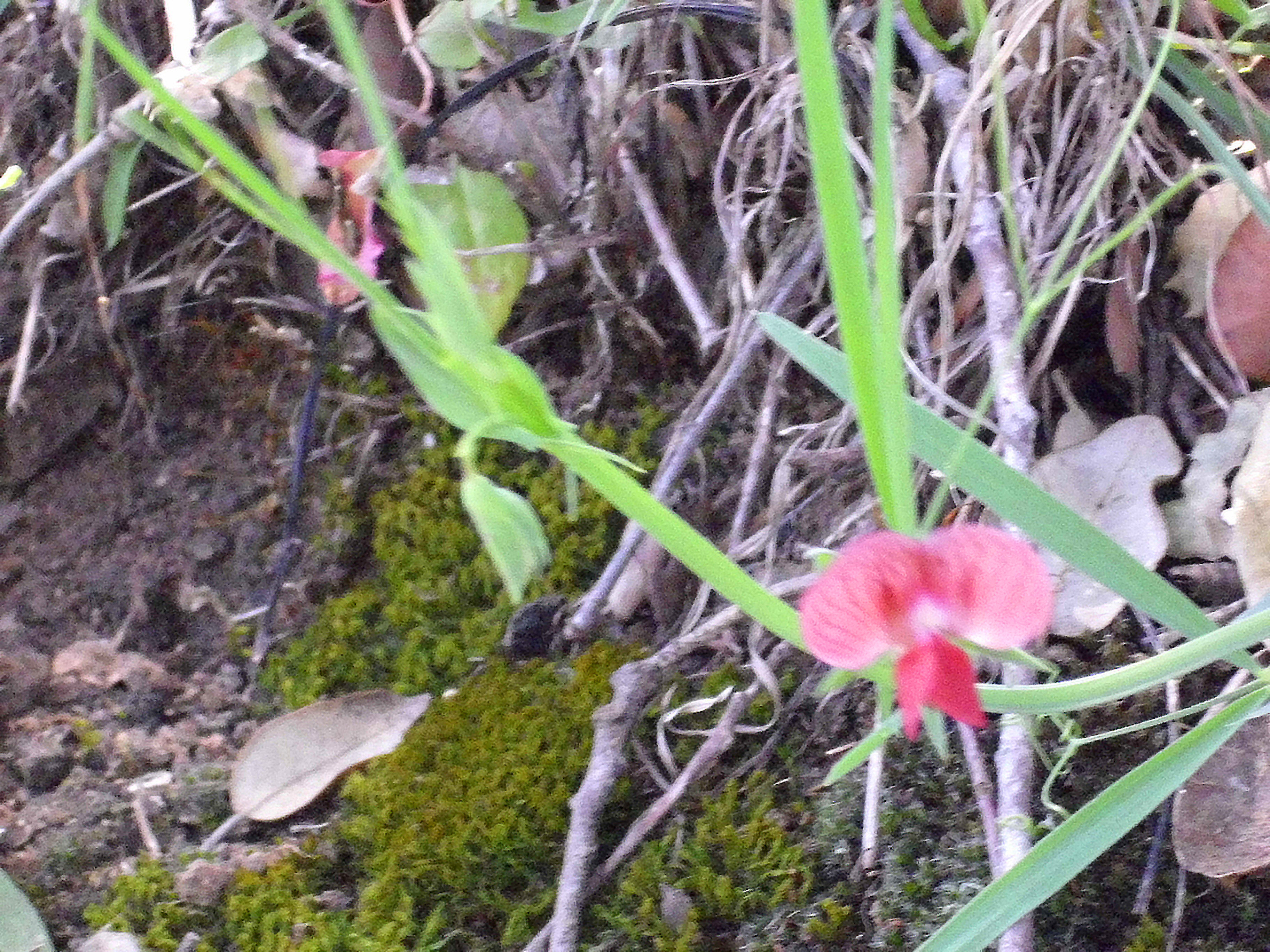
Vista de la planta

## Descripción
Es similar a Lathyrus sphaericus pero sus tallos tienen las alas estrechas y su pedúnculo no supera los 40 mm. Vaina más ancha, de 15-30 mm de largo, peluda en el borde y sin nervios prominentes.

## Distribución y hábitat
Mediterráneo occidental y central, desde Portugal y el noroeste de África hasta Grecia central y Creta. Hábitats arenosos y rocosos. Florece en primavera.

## Taxonomía
Lathyrus angulatus fue descrito por Carlos Linneo y publicado en Species Plantarum 2: 731. 1753.
Citología
Número de cromosomas de Lathyrus angulatus (Fam. Leguminosae) y táxones infraespecíficos: 2n=14
Etimología
Lathyrus: nombre genérico derivado del griego que se refiere a un antiguo nombre del "gisante".
angulatus: epíteto latíno que significa "angular"

## Nombres comunes
- Castellano: pluma de ángel, sabillones borriqueros.(el número entre paréntesis indica las especies que tienen el mismo nombre en España)[6]